# Der Computer – Mein Lebenswerk
Der Computer – Mein Lebenswerk ist der Titel des 1969 vom Computerpionier Konrad Zuse (1910–1995) geschriebenen autobiographischen Buches, in dem der Autor die Entwicklung der Computertechnologie unter besonderer Berücksichtigung seiner eigenen Beiträge nachzeichnet.

## Aus dem Inhalt
Durch die mühevollen statischen Berechnungen eines Bauingenieurs motiviert entwickelte der Student Konrad Zuse erste Gedanken zu einer programmgesteuerten Mechanisierung dieser Arbeit. Dies führte 1936 zu einer mechanischen, binär arbeitenden Maschine mit einem ebenfalls mechanischen Datenspeicher. Nach einigen Ausführungen über Relais, allerlei Schaltungen, Addierwerken, Aussagenlogik und Helmut Schreyers Idee zu einer elektronischen Lösung beschreibt der Autor den Beginn der Entwicklung von Rechenmaschinen. Die Vorführung der Rechenmaschine Z2, die nur während dieser Vorführung richtig funktioniert haben soll, weckte das Interesse der deutschen  Versuchsanstalt für Luftfahrt, so dass 1941 die Lochstreifen-gesteuerte, binär mit gleitendem Komma arbeitende Z3 fertiggestellt werden konnte, die zur Berechnung von Flugzeugflügeleigenschaften eingesetzt wurde. Ab 1942 arbeitete Zuse an einem verbesserten Modell Z4, was unter Kriegsbedingungen allerdings ein schwieriges Unterfangen war.

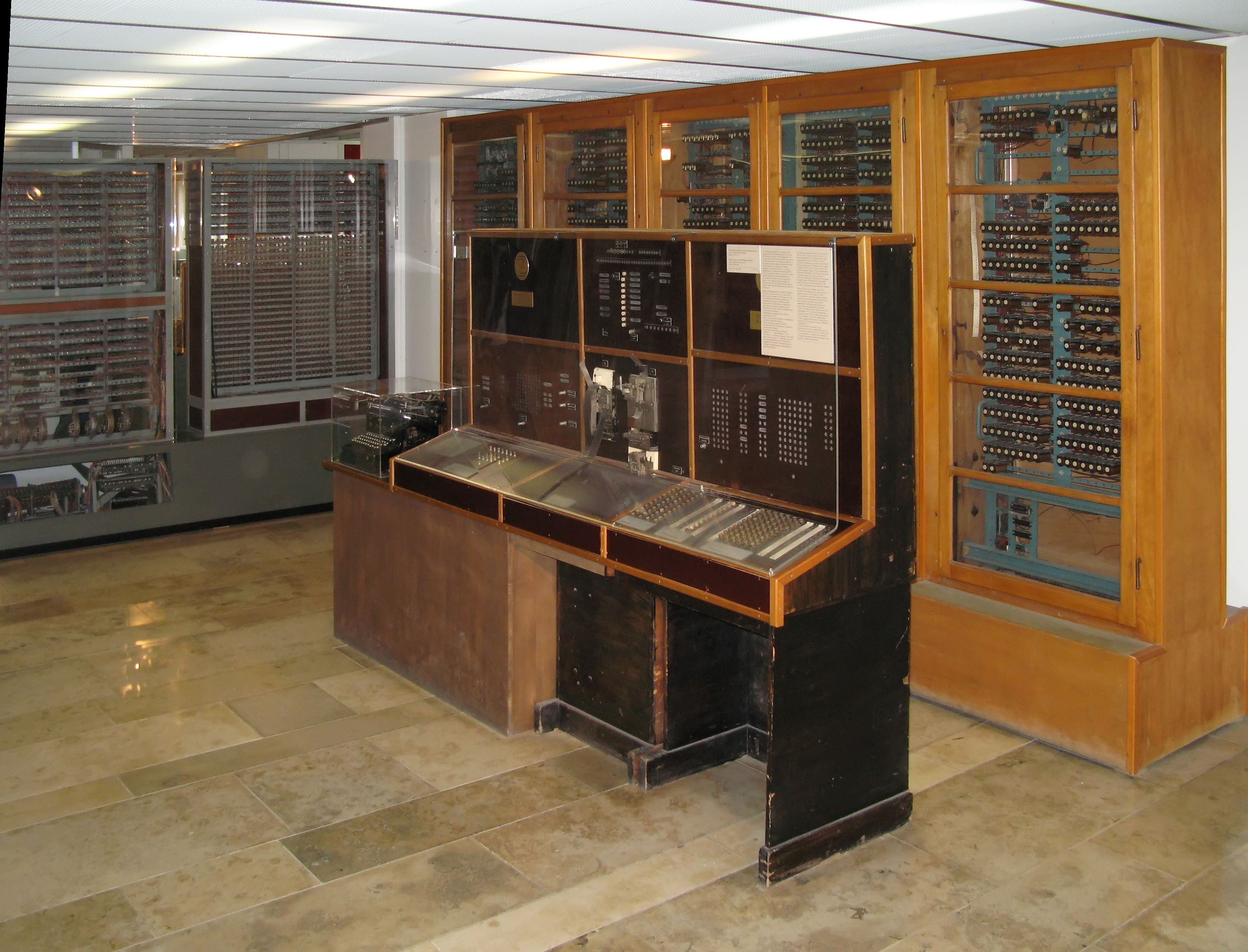
Die Z4 im Deutschen Museum (München)

An einigen Stellen betont Konrad Zuse seine ablehnende Haltung zum Nationalsozialismus, schreibt aber im Abschnitt Fortsetzung der Arbeit mit allerlei Schwierigkeiten
„Es gehört sich heute zu betonen, dass man Gegner des Naziregimes gewesen sei. Ich war zwar kein »Nazi«; aber ich bekenne offen, daß ich angesichts des Bombenkrieges auf die deutsche Zivilbevölkerung meine Aufgabe nicht gerade darin sah, die Bemühungen um den Bau von Flugabwehrraketen zu sabotieren.“
Zusammen mit einigen Mitarbeitern der Firma „Zuse Apparatebau Berlin“ und der fast fertiggestellten Z4 floh Zuse aus Berlin über die Zwischenstation Göttingen nach Oberjoch, wo es zu einem Treffen mit dem ebenfalls dorthin geflohenen Wernher von Braun kam. Bei Kriegsende stand die Z4 in einem Schuppen im Allgäu, alle Vorgängermodelle waren im Krieg zerstört worden.
Es folgen Überlegungen zur erforderlichen Leistungsfähigkeit der geplanten Maschine, etwa um das Schachspiel beherrschen zu können, und zum von Zuse entwickelten Plankalkül, den man heute eine Programmiersprache nennen würde. Nach philosophischen Betrachtungen zieht der Autor einen Vergleich mit den US-amerikanischen Entwicklungen, insbesondere mit den Maschinen Mark I und ENIAC, von denen er kriegsbedingt erst jetzt erfuhr, auch die theoretischen Arbeiten von Shannon und Turing waren ihm bislang unbekannt. Der Versuch, seine Erfindungen patentieren zu lassen, scheiterte; es kam schließlich 1967 zu einer ablehnenden Entscheidung wegen mangelnder Erfindungshöhe.
Das Interesse an Zuses Maschinen stieg nach dem Kriegsende, 1949 gründete er die Zuse KG in Neukirchen. Die gerettete Z4 wurde 1950 an der ETH Zürich aufgestellt, war zu dieser Zeit  der einzige auf dem europäischen Festland eingesetzte Computer, und lief dort bis 1955. Die fünfjährige Miete der Z4 durch die ETH Zürich und der Folgeauftrag der Schweizer Remington-Rand für den Rechenlocher M9/Z9 bildeten die wirtschaftliche Grundlage für den Aufbau der Zuse KG. Die Z4 kam anschließend nach Saint-Louis bei Basel. Der erste Nachkriegsauftrag war die Z5 für die Firma Ernst Leitz in Wetzlar. Nach der immer noch auf Relaistechnik basierenden Z11 wurde auch die erste, 1955  produktionsreife, elektronische Version Z22 ein wirtschaftlicher Erfolg. Die Firma entwickelte 1959 mit dem Graphomat Z64 den ersten Plotter.
Es ist auch von wirtschaftlichen Irrwegen die Rede, etwa vom gescheiterten Versuch einen preiswerten Kleincomputer Z31 zu bauen oder von der nicht finanzierbaren Entwicklung eines unter dem Namen Z70 laufenden Fertigungsüberwachungssystems.
Zuse beschreibt die stürmische Entwicklung des Rechnereinsatzes in Wissenschaft und Industrie, den weiteren Ausbau seiner Firma und schildert die bei der Expansion auftretenden Probleme bis zu seinem eigenen Ausscheiden aus dem Management 1964. Ein Ausblick über die zukünftigen Entwicklungen des Computers beendet das Buch.

## Bemerkungen
Das Buch erschien zunächst 1970 beim „Verlag Moderne Industrie“ und erfuhr zum 100-sten Geburtstag Zuses 2010 eine 5. Auflage bei Springer. Die Springer-Ausgaben haben eine leicht geänderte Kapitelstruktur und verfügen über wissenschaftliche Anhänge, darunter auch Auszüge aus dem Vortrag anlässlich der Verleihung der Ehrendoktorwürde durch die Technische Universität Berlin. 1993 erschien bei Springer die englische Übersetzung The Computer – My Life.